# Otoko Ippiki Gaki Daisho
Otoko Ippiki Gaki Daisho (男一匹ガキ大将 ||lit. "The Ideal Boy's Gang Leader") fue el primer manga serializado de Hiroshi Motomiya y uno de sus más reconocidos mangas junto a Salaryman Kintaro y Ore No Sora. Fue publicado en la revista Shūkan Shōnen Jump, siendo el primer capítulo estrenado en la edición número 11 de 1968, y el último en la edición número 13 de 1973. 
Debido a la popularidad que tuvo el manga en sus años de publicación, se emitió en 1969 un anime de 156 capítulos por la cadena televisiva japonesa de Nippon Television.
Posteriormente, se lanzó una película de acción real en 1971, dirigida por Tetsutaro Murano.
Este manga vendió 220 mil copias en Japón, dichas ventas fueron notificadas gracias a la edición del 2013 de Shuppan Shihyō Nenpō.

## Argumento
Este manga cuenta la historia de Mankichi Togawa, un chico de secundaria proveniente del pequeño y humilde pueblo pesquero de Araiso, el cual, luego de ver morir a su padre por una tormenta y a una edad temprana, decide hacerse más fuerte y enfrentar cualquier adversidad con base en la filosofía de su padre. Esto pronto causara que, junto a la ayuda de sus más fieles seguidores (Rappa y Ginji Kubo), Mankichi luche con todo tipo de bandas, hasta crear y liderar el grupo de bandas más poderoso de toda Japón. A lo largo de la historia veremos a Mankichi crecer y llegar a la adultez, y su crecimiento se va viendo también en su personalidad. Lo veremos ir a Tokio y luchar por injusticias sociales, lo veremos enamorarse y al final tener un hijo.

## Recepción
Gracias a Otoko Ippiki Gaki Daisho, la Shūkan Shōnen Jump logró llegar a 1 millón de lectores en su primer año. Además, fue el primer manga de la Jump en recibir un anime, siendo el segundo Dokonjo Gaeru.